# 岳旸
岳旸（1977年8月4日—），山东淄博人，中国大陆男演员。代表作有《闯关东》、《北平无战事》、《伪装者》等。

## 经历
1995年的时候考入山东艺术学院戏剧系表演本科专业。1999年，毕业分配至山东省话剧院工作，同年就任于山东省青年表演艺术家协会。2006年，就参演电视剧《闯关东》正式进入影视圈。2008年，出演电视剧《生死线》，饰演廖金头一角。2012年，参演电视剧《知青》。2014年热播的农村题材电视剧《老农民》。2015年，出演碟战剧《伪装者》中的反派“梁仲春”一角。